# Дж. Р. Р. Толкін: Біографія
«Дж. Р. Р. Толкін: Біографія» (англ. «J. R. R. Tolkien: A Biography») — біографічна книга біографа Гамфрі Карпентера, що розповідає про життя англійського письменника Джона Роналда Руела Толкіна, творця романів «Гобіт, або Туди і звідти» та «Володар перснів».
Вийшла 5 травня 1977 року у британському видавництві George Allen & Unwin, згодом в американському — Houghton Mifflin Company. Відтоді вона багато разів перевидавалася.
Український переклад вийшов з друку 20 жовтня 2022 року у видавництві «Астролябія».

## Рецензії
Дослідник Джона Толкіна, Том Шиппі, пише, що, хоча біографія вийшла раніше більшості посмертних публікацій під редакцією Крістофера Толкіна, «вона дуже добре зношена», розповідаючи про «сумну та травматичну молодість» Толкіна й добре висвітлюючи його стосунки з Клайвом Льюїсом та його видавцями. Книгу рецензував Август Фрай для «Christianity & Literature». Антея Лоусон написала рецензію на книгу для «The Observer» у 2002 році.
Чарльз Ллойд рецензував книгу для «The Sewanee Review» у 1978 році, написавши, що Карпентер «розкриває вражаюче надзвичайне життя, не вставляючи між читачем і суб’єктом особисті уподобання чи саморекламу». Ллойд стверджує, що ефект полягає в тому, щоб представити Толкіна як «дуже звичайного, навіть маловідомого професора». Він також цитує згадку Карпентера про те, що Толкін «не схвалював біографію як засіб для оцінки літератури», погоджуючись, що це могло бути правильним, оскільки два відомі твори розповідають, що читачам найбільше потрібно знати про Толкіна, але додає, що це корисно знати, що Толкіну подобалися звичайні робітники, як-от денщики, які служили офіцерам в окопах Першої світової війни. Ллойд вважає розповідь Карпентера про молодість Толкіна «захоплюючою та вражаючою», і надзвичайно добре розповідає про його дружбу та католицизм. 

## Український переклад
- Карпентер Гамфрі Дж. Р. Р. Толкін: Біографія / Переклад з англійської: Вікторія Дєдик. — Львів: Астролябія, 2022. — 448 с. ISBN 978-617-664-211-4 [К 1]